# Eurysacès
Eurysacès (grec ancien Εὐρυσάκης) est le fils d'Ajax et de Tecmesse.

## Histoire
Son nom vient du fait qu'Ajax, sentant sa mort venir, appela son fils auprès de lui afin de lui prodiguer quelques conseils testamentaires. Il lui donna alors son large bouclier, dont son fils tire son nom, eurus (εὐρύς) signifiant « large » et sakos (σάκος), « bouclier ».
Après la mort de son grand-père, Eurysacès hérite du royaume de Salamine,.
Eurysacès et Philéos remirent plus tard l'île aux Athéniens, ce pourquoi ils reçurent la citoyenneté athénienne. Eurysacès dirigea alors en Attique Melita. Il reçut plus tard dans un sanctuaire privé, l'Eurysakeïon, le culte rituel, parce qu'il était l'ancêtre des Salaminiens.
Sophocle a écrit une tragédie nommée Eurysacès, mais elle n'a pas été conservée.

## Sources

#### Auteurs antiques
- Sophocle, Ajax.
- Pausanias le Périégète, Voyage en Grèce, I, 35, 2.
- Plutarque, Vie de Solon, 10, 2.

#### Auteurs modernes
- Jean-Claude Belfiore, Grand Dictionnaire de la Mythologie grecque et romaine, Larousse, 2010.
- Friedrich Hiller von Gärtringen, « Eurysacès », Pauly Realencyclopädie de l'archéologie classique (RE), vol. VI, 1, Stuttgart, 1907, 1352e.